# The Chronological Classics: Art Tatum 1932-1934
| Recensione | Giudizio |
| ---------- | -------- |
| AllMusic   | [ 1 ]    |

The Chronological Classics: Art Tatum 1932-1934 è una compilation del pianista jazz statunitense Art Tatum, pubblicato dall'etichetta discografica francese Classics Records nel 1990.

## Tracce
1. Tiger Rag – 1:58 (Leo Feist) – Registrato il 5 agosto 1932 a New York
2. Strange as It Seems – 3:06 (Andy Razaf, Fats Waller) – Registrato il 5 agosto 1932 a New York
3. I'll Never Be the Same – 3:09 (Matty Malneck, Frank Signorelli) – Registrato il 5 agosto 1932 a New York
4. You Gave Me Everything But Love – 3:12 (Monte Wilhite, Sammy Gallop) – Registrato il 10 agosto 1932 a New York
5. This Time It's Love – 3:09 (Sam M. Lewis, J. Fred Coots) – Registrato il 10 agosto 1932 a New York
6. Tea for Two – 3:11 (Irving Caesar, Vincent Youmans) – Registrato il 21 marzo 1933 a New York
7. St. Louis Blues – 2:30 (W. C. Handy) – Registrato il 21 marzo 1933 a New York
8. Tiger Rag – 2:17 (Leo Feist) – Registrato il 21 marzo 1933 a New York
9. Sophisticated Lady – 3:14 (Irving Mills, Duke Ellington) – Registrato il 21 marzo 1933 a New York
10. Moonglow – 2:35 (Eddie DeLange, Will Hudson, Irving Mills) – Registrato il 22 agosto 1934 a New York
11. I Would Do Anything for You – 2:36 (Bobby Williams, Claude Hopkins, Alex Hill) – Registrato il 22 agosto 1934 a New York
12. When a Woman Loves a Man – 3:04 (Johnny Mercer, Bernie Hanighen, Gordon Jenkins) – Registrato il 22 agosto 1934 a New York
13. Emaline – 2:34 (Mitchell Parish, Frank S. Perkins) – Registrato il 22 agosto 1934 a New York
14. Love Me – 2:53 (Ned Washington, Victor Young) – Registrato il 22 agosto 1934 a New York
15. Cocktails for Two – 2:46 (Arthur Johnston, Sam Coslow) – Registrato il 22 agosto 1934 a New York
16. After You've Gone – 3:06 (Henry Creamer, Turner Layton) – Registrato il 24 agosto 1934 a New York
17. Ill Wind – 2:55 (Ted Koehler, Harold Arlen) – Registrato il 24 agosto 1934 a New York
18. The Shout – 2:46 (Art Tatum) – Registrato il 24 agosto 1934 a New York
19. Liza – 2:41 (Ira Gershwin, George Gershwin) – Registrato il 24 agosto 1934 a New York
20. I Would Do Anything for You – 2:36 (Bobby Williams, Claude Hopkins, Alex Hill) – Registrato il 9 ottobre 1934 a New York
21. When a Woman Loves a Man – 2:38 (Johnny Mercer, Bernie Hanighen, Gordon Jenkins) – Registrato il 9 ottobre 1934 a New York
22. After You've Gone – 2:48 (Henry Creamer, Turner Layton) – Registrato il 9 ottobre 1934 a New York
23. Star Dust – 3:17 (Hoagy Carmichael) – Registrato il 9 ottobre 1934 a New York
24. I Ain't Got Nobody – 3:21 (Roger A. Graham, Spencer Williams) – Registrato il 9 ottobre 1934 a New York
25. Beautiful Love – 2:51 (Haven Gillespie, Egbert Van Alstyne, Victor Young, Wayne King) – Registrato il 9 ottobre 1934 a New York

## Musicisti
Tiger Rag
- Art Tatum - pianoforte (solo)

Strange as It Seems / I'll Never Be the Same
- Art Tatum - pianoforte
- Francis Carter - pianoforte
- Adelaide Hall - voce
- Charlie Teagarden - tromba
- Jimmy Dorsey (probabile) - clarinetto
- Dick McDonough (probabile) - chitarra

You Gave Me Everything But Love / This Time It's Love
- Art Tatum - pianoforte
- Francis Carter - pianoforte
- Adelaide Hall - voce

Tea for Two / St. Louis Blues / Tiger Rag / Sophisticated Lady
- Art Tatum - pianoforte (solo)

Moonglow / I Would Do Anything for You / When a Woman Loves a Man / Emaline / Love Me / Cocktails for Two
- Art Tatum - pianoforte (solo)

'After You've Gone / Ill Wind / The Shout / Liza
- Art Tatum - pianoforte (solo)

I Would Do Anything for You / When a Woman Loves a Man / After You've Gone / Star Dust / I Ain't Got Nobody / Beautiful Love
- Art Tatum - pianoforte (solo)[2]